# Фила (жена Филиппа II)
Фила (др.-греч. Φίλα; IV век до н. э.) — жена македонского царя Филиппа II.
В античных источниках Фила упомянута лишь один раз при перечислении жён Филиппа II. Обстоятельства свадьбы и дальнейшая судьба Филы предполагают множество гипотез.

## Биография
Фила, предположительно, родилась около 375 года до н. э. Она происходила из царского рода верхнемакедонской области Элимеи. Её отцом, по мнению ряда исследователей, был Дерда II.
Имя Филы как сестры Дерды и Махата, среди жён и женщин македонского царя Филиппа II, упоминает в своем труде Сатир Перипатетик — в передаче Афинея. Сатир Перипатетик в изложении Афинея перечислял жён Филиппа II в хронологическом порядке. В античном источнике она упомянута второй после иллирийской царевны Аудаты. В историографии существует две версии относительно того был ли брак с Филой для Филиппа II первым или вторым. А. Босуорт и Т. Мартин следовали в этом вопросе античной традиции. К. Ю. Белох, Н. Хаммонд и Д. Гриффитт отмечали, что все браки Филиппа II были политически мотивированными. Исходя из этой логики брак с царевной из верхнемакедонской области мог быть выгодным для Филиппа II в самом начале его правления. Кроме примирения Нижней и Верхней Македонии свадьба с Филой обеспечила пополнение македонской армии сильной элимиотской конницей. После победы над иллирийцами в 358 году до н. э. и заключения с ними союза, одним из условий которого был брак македонского царя с царевной Аудатой, Элимея уже не представляла угрозы для центральной власти. На этом основании историки считали, что античный автор ошибся и первой супругой Филиппа II была Фила, а не Аудата. К. Ю. Белох предположил, что Аудата находилась в положении наложницы и после гипотетической смерти Филы на короткое время стала царицей. Й. Уортингтон предположил, что брак Филиппа II был заключён до его воцарения около 360 года до н. э. при посредничестве царя Пердикки III. А. Тронсон отмечал, что все эти умозаключения носят предположительный характер, так как исходя из источниковой базы у историков нет никаких сведений об обстоятельствах заключения брака.
Дальнейшая судьба Филы достоверно неизвестна, носит предположительный характер. Возможно, она умерла вскоре после свадьбы. В противном случае Фила, учитывая происхождение и важность для Филиппа II сохранения хороших отношений с элимейской аристократией, могла находиться при македонском дворе как и некоторые другие её близкие родственники, в частности племянники Гарпал и Филипп.
В античных источниках нет упоминаний о детях Филиппа II от Филы. Возможно, их брак был бездетным, либо, если дети и были, то они умерли в младенчестве. Также, по одной из версий, которая не подтверждена какими-либо доказательствами, Фила могла быть матерью Карана, сына Филиппа II, который единожды упоминается в античных источниках у Юстина при перечислении казнённых при воцарении Александра Македонского в 336 году до н. э. лиц.

### Исследования
- Киляшова К. А. Политическая роль женщин при дворе македонских царей династии Аргеадов. Диссертация на соискание учёной степени кандидата исторических наук / Научный руководитель доктор исторических наук, профессор Э. В. Рунг. — Казань: Казанский (Приволжский) федеральный университет, 2018.
- Уортингтон Й[нем.]. Филипп II Македонский. — СПб. — М.: Евразия — ИД Клио, 2014. — 400 с. — ISBN 978-5-91852-053-6.
- Фор П. Александр Македонский. — М.: Молодая гвардия, 2011. — 412 с. — (Жизнь замечательных людей. Вып. 1301). — ISBN 978-5-235-03423-5.
- Шифман И. Ш. Александр Македонский / ответственный редактор Э. Д. Фролов. — Л.: Наука, 1988. — ISBN 5-02-027233-7.
- Berve H. Das Alexanderreich auf prosopographischer Grundlage (нем.). — München: C. H. Beck`sche Verlagsbuchhandlung, 1926. — Vol. 2.
- Bosworth A. B. Philip II and Upper Macedonia (англ.) // The Classical Quarterly, New Series. — Cambridge University Press, 1971. — May (vol. 21, no. 1). — P. 93—105. — JSTOR 637822.
- Carney E. D.[англ.]. Women and Monarchy in Macedonia (англ.). — Norman: University of Oklahoma Press, 2000. — ISBN 0-8061-3212-4.
- Hammond N. G. L. Philip of Macedon (англ.). — Baltimore: The John Hopkins University Press, 1994. — ISBN 0-8018-4927-6.
- Hammond N. G. L., Griffith G. T. A History of Macedonia (англ.). — Oxford: Clarendon Press, 1979. — Vol. II: 550-336 B.C.. — ISBN 0-l9-814814-3.
- Heckel W. Alexander’s Marshals. A study of the Makedonian aristocracy and the politics of military leadership (англ.). — 2nd. — London; New York: Routledge, 2016. — ISBN 978-1-138-93469-6.
- Heckel W. Who's Who in the Age of Alexander and his Successors. From Chaironea to Ipsos (338—301 BC) (англ.). — Barnsley: Greenhill Books, 2021. — 554 p. — ISBN 978-1-78438-648-1.
- Martin T. A Phantom Fragment of Theopompus and Philip II's First Campaign in Thessaly (англ.) // Harvard Studies in Classical Philology. — Department of the Classics, Harvard University, 1982. — Vol. 86. — P. 55—78. — doi:10.2307/311184. — JSTOR 311184.
- Tronson A. Satyrus the Peripatetic and the Marriages of Philip II (англ.) // The Journal of Hellenic Studies. — The Society for the Promotion of Hellenic Studies, 1984. — Vol. 104. — P. 116—126. — doi:10.2307/630283. — JSTOR 630283.